# Telchinia amicitiae
Telchinia amicitiae is een vlinder uit de familie van de Nymphalidae. De wetenschappelijke naam van de soort is voor het eerst gepubliceerd in 1909 door Francis Arthur Heron.
De soort komt voor in Congo-Kinshasa, Oeganda, Rwanda, Burundi en West-Tanzania.